# نشان ملی آنتیگوا و باربودا
نشان ملی آنتیگوآ و باربودا در سال ۱۹۶۶ توسط گوردون کریستوفر طراحی و در ۱۶ فوریه ۱۹۶۷ رسماً معرفی شد. نمادهای آن پیچیده‌تر از پرچم آنتیگوا و باربودا است؛ ولی بسیاری از عناصر یکسان هستند.
در بالای نشان، یک میوه آناناس قرار دارد که دلیل شهرت این جزایر است. چند گیاه دیگر شامل گل ختمی، ساقه نیشکر و گل زنگوله‌ای در بالا و دو سوی سپر دیده می‌شوند که در این کشور فراوان هستند. دو گوزن نیز که از دو سو محافظ سپر هستند، نماد حیات وحش این جزایر هستند.
طرح روی سپر خورشیدی را نشان می‌دهد که بر روی دریایی آبی و سفید طلوع می‌کند. خورشید نماد آغاز دوباره است و روی پرچم نیز وجود دارد. زمینه سیاه، بیانگر منشأ آفریقایی بسیاری از اهالی این کشور است. در پایین سپر، طرحی از انبار شکر در جلوی دریا رسم شده‌است.